# Wonderful Life (serie televisiva 2004)
Wonderful Life (ワンダフルライフ?, Wandafuru raifu) è un dorama stagionale primaverile in 12 puntate di Fuji TV andato in onda nel 2004.

## Trama
Akira, una ex stella del baseball dal pessimo carattere, diventa manager e allenatore d'una squadra giovanile. È stato il giocatore più famoso del paese, ma a seguito d'un infortunio viene costretto a lasciare la carriera agonistica.
La squadra di cui prende le redini si trova ad un passo dall'esser sciolta per i continui risultati deludenti ottenuti, non hanno difatti mai vinto una sola partita. Il compito di Akira è quello di aiutare questi ragazzi pieni di voglia di fare, anche se incredibilmente maldestri.
Le sue tecniche di gioco risulteranno essere talmente fantastiche da ricevere il nomignolo di "uomo dei miracoli". Mizuki è una giovane che studia da avvocato ed ha il fratellino che gioca nella squadra affidata ad Akira, e non riesce proprio a sopportare quell'uomo così detestabile, finché non succede qualcosa.